# Amanzimtoti
Amanzimtoti (mot signifiant eau douce) est une petite ville côtière d'Afrique du Sud et une station balnéaire, située dans la province du KwaZulu-Natal à 30 km au sud de Durban. Elle fait partie de la municipalité métropolitaine d'eThekwini. Elle est aussi familièrement appelée Toti .

## Ville balnéaire
La ville doit son nom au Roi Shaka qui s'était désaltéré dans la rivière locale s'exclamant « que cette eau est douce » (Kanti amanzi mtoti).  
La station balnéaire émerge en 1902 à partir du regroupement des localités de Doonside, Warner Beach et Winklespruit et la construction de structures d'accueils pour les visiteurs. 
La cité balnéaire d'Amanzimtoti est réputée pour ses étendues de plages de sable fin au bord de l'océan Indien et pour ses vagues appréciées des surfers.